# Poczta Główna w Opolu
Poczta Główna – zabytkowy budynek poczty w Opolu znajdujący się przy ulicy Krakowskiej 46 oraz placu im. Olgi „Kory” Sipowicz, w dzielnicy Stare Miasto.
Gmach został zaprojektowany przez architekta Albrechta, wzniesiony w połowie lat 50. XIX wieku. Powstał jako trzypiętrowy budynek w stylu renesansu włoskiego, a następnie w został przebudowany oraz rozbudowany o boczne skrzydła w XIX wieku. W latach 30. XX wieku przebudowany w stylu modernistycznym.